# Eduard Havel
Eduard Havel (* 1944) je český regionální politik, podnikatel v oblasti projektování staveb a bývalý vysoký státní úředník. Je členem Strany zelených. V dubnu 2009 se stal náměstkem ministra dopravy. Odvolán byl v červenci 2010 ministrem Vítem Bártou.

## Studia a kariéra
Havel je absolvent stavební fakulty ČVUT. Před rokem 1989 byl projektantem velkých dopravních staveb a obytných celků. Od roku 1990 je soukromým podnikatelem v oblasti projekčních služeb.

## Občanská a politická kariéra
Eduard Havel je členem řady občanských sdružení, které se zabývají územním plánováním a hledáním alternativních dopravních řešení. Výrazným způsobem se angažuje v boji proti tzv. jižní variantě Pražského okruhu a proti rozšíření letiště v Ruzyni o novou paralelní přistávací dráhu. Je ve správní radě koalice Spojených občanských sdružení Praha (SOS Praha).
Od roku 2004 je členem Strany zelených. Byl předsedou základní organizace strany v Praze 8 a Republikové rady SZ. Patří k nejbližším spolupracovníkům předsedy strany Martina Bursíka.

## Veřejné funkce
Havel byl v letech 2008–2012 členem finančního výboru zastupitelstva Městské části Praha 8. V dubnu 2009 byl jmenován náměstkem ministra dopravy za odvolaného Petra Šlegra, odvolán byl o rok a tři měsíce později.